# Blueside
A Blueside (hangul: 블루사이드) szöuli székhelyű videójáték-fejlesztő cég, amely elsősorban a Kingdom Under Fire játéksorozatuk révén ismert.

## Videójátékaik
| Év   | Cím                                | Platform | Platform | Platform | Platform | Platform | Platform | Platform | Platform |
| Év   | Cím                                | And      | iOS      | DS       | PS3      | PS4      | Win      | Xbox     | X360     |
| ---- | ---------------------------------- | -------- | -------- | -------- | -------- | -------- | -------- | -------- | -------- |
| 2004 | Kingdom Under Fire: The Crusaders  | Nem      | Nem      | Nem      | Nem      | Nem      | Igen     | Nem      | Nem      |
| 2005 | Kingdom Under Fire: Heroes         | Nem      | Nem      | Nem      | Nem      | Nem      | Igen     | Nem      | Nem      |
| 2006 | Ninety-Nine Nights                 | Nem      | Nem      | Nem      | Nem      | Nem      | Nem      | Nem      | Igen     |
| 2007 | Kingdom Under Fire: Circle of Doom | Nem      | Nem      | Nem      | Nem      | Nem      | Nem      | Nem      | Igen     |
| 2012 | Princess Pajama                    | Igen     | Igen     | Nem      | Nem      | Nem      | Nem      | Nem      | Nem      |
| 2016 | Kingdom Under Fire II              | Nem      | Nem      | Nem      | Igen     | Igen     | Igen     | Nem      | Nem      |
| TBD  | Shining Legend                     | Nem      | Nem      | Igen     | Nem      | Nem      | Nem      | Nem      | Nem      |